# Palacio Ducal de Bailén
El Palacio Ducal de Bailén fue una antigua fortaleza construida en el siglo IX por Abderramán I en el municipio de Bailén, Jaén.

## Historia
Se han especulado numerosas teorías sobre la fundación de este castillo.Se cree que antes de su construcción existía en este lugar un antiguo asentamiento romano-visigodo,aunque esto no se ha investigado.
Se sabe,por una inscripción encontrada en los alrededores de la antigua fortaleza, que, en el año 691, el abad Locuber fundó en Bailén un monasterio que albergaba la Iglesia de San Andrés y Santa Gertrudis. Ya en el siglo IX, en época musulmana, Abderramán I construye una fortaleza, de estructura primitiva, y la iglesia pasa a convertirse en mezquita. Alrededor de este castillo comienza a fundarse una aldea, que se convertiría en el actual Bailén.
En 1360, Pedro Ponce de León, señor de Marchena, Bornos y otras villas, compra la villa de Baylén y su castillo por veinte mil maravedíes. Tras esto, el castillo sufrió una serie de transformaciones hasta convertirse en casa-palacio.
En los siglos posteriores, el palacio pasó a manos de numerosos propietarios, desde el Duque de Osuna hasta el condestable Lucas de Iranzo, entre otros. Este último organizó en él cacerías y corridas de toros para sus invitados.
Sus últimos propietarios fueron una rica familia minera, los Bonaplata, que en 1893 venderían el edificio al Ayuntamiento. Éste convertiría el palacio en las dependencias municipales hasta 1930. Tras esto la fortaleza se usaría como escuela, residencia de maestros y viviendas sociales hasta que en 1969 fue declarado en ruinas y demolido para construir en su lugar la actual escuela El Castillo.

## Restos actuales
Actualmente se conservan algunos restos de este castillo,como su fachada,de estilo renacentista, ubicada en las oficinas del INEM, un torreón, una ventana ojival y un pequeño tramo de muralla en el interior del patio de una vivienda.
- Datos: Q17624282